# Alastair Kellock
Alastair David Kellock (Glasgow, 14 giugno 1980) è un rugbista a 15 britannico internazionale per la Scozia che, nel ruolo di seconda linea, milita nei Glasgow Warriors in Celtic League.

## Biografia
Nativo di Bishopbriggs, sobborgo di Glasgow, Alastair Kellock si formò rugbisticamente nella rappresentativa della locale scuola superiore, per poi essere ingaggiato dal Glasgow Thistles, club con il quale ebbe le prime esperienze internazionali, nel corso di un tour in Nuova Zelanda nel 2000.
Contemporaneamente, militò nelle rappresentative scozzesi Under-19 e Under-21; il suo primo ingaggio professionistico fu nel 2002 con l'Edimburgo, con il quale raggiunse il suo miglior risultato nel 2004, quando la squadra disputò i quarti di finale della Heineken Cup.
Esordì non ufficialmente in Nazionale scozzese durante un tour in Australia, in un incontro non valido come test match contro una selezione del Queensland; a fine anno vi fu il primo dei suoi 16 (a settembre 2008) full international, a Murrayfield contro gli Wallabies.
Nel 2006 tornò a Glasgow, ingaggiato dagli Warriors; attualmente è il capitano della squadra.
Non utilizzato per la Coppa del Mondo di rugby 2007, Kellock è comunque nel gruppo di giocatori nell'orbita della Nazionale, e a tutto il Sei Nazioni 2010 vanta 25 presenze per la Scozia.